# ۱۸۲۰ (میلادی)
۱۸۲۰ (میلادی) هزار و هشتصد  و بیستمین سال تقویم میلادی است.

## رویدادها
1 ژانویه - Trienio Liberal در اسپانیا: یک قیام نظامی مشروطه خواه در Cádiz منجر به احضار پارلمان اسپانیا (7 مارس) می شود.

## زادگان
- ۱۷ ژانویه - آن برونته نویسنده و شاعر انگلیسی
- ۸ فوریه – ویلیام شرمن، افسر آمریکایی (د. ۱۸۹۱)
- ۱۴ مارس – ویکتور امانوئل دوم، سیاست‌مدار ایتالیایی (د. ۱۸۷۸)

## درگذشتگان
- ۱۱ فوریه – کارل وان فیشر، معمار آلمانی (ز. ۱۷۸۲)
- ۳ سپتامبر – بنجامین هنری لاتروب، معمار آمریکایی (ز. ۱۷۶۴)
- ۲۵ دسامبر – ژوزف فوشه، سیاست‌مدار و دیپلمات فرانسوی (ز. ۱۷۶۳)
- ۲۲ مارس – استفان دکاتور، افسر آمریکایی (ز. ۱۷۷۹)